# Barnabás Lőrincz
Barnabás Lőrincz (* 28. Februar 1951 in Budapest, Ungarn; † 4. Juli 2012 ebenda) war ein ungarischer Provinzialrömischer Archäologe, dessen Schwerpunkt die Erforschung der ephigraphischen Zeugnisse des römischen Militärs in Pannonien bildete.

## Leben
Lőrincz wurde früh zum Vollwaisen und verbrachte seine Kindheit im Heim. Zeitlebens kämpfte er mit unverschuldeten finanziellen Problemen. An der Eötvös-Loránd-Universität (ELTE) in Budapest besuchte er von 1969 bis 1974 die Fakultät für Geisteswissenschaften und erhielt 1974 sein Diplom als Archäologe. Von Juli 1974 bis März 1984 arbeitete er als Archäologe und Museologe für das Intercisa-Museum in Dunaújváros. Während dieser Zeit nahm er an mehreren Grabungskampagnen des Archäologen Zsolt Visy im Bereich des Kastell Intercisa teil. 1984 berief ihn einer seiner wichtigsten Mentoren, András Mócsy (1929–1987), auf den Lehrstuhl für Altertumskunde an der Eötvös-Loránd-Universität. Dort war er bis 1989 als Dozent tätig und erhielt daraufhin eine außerordentliche Professur. 1976 erlangte er den Magister Artium, wurde 1984 in Alter Geschichte promoviert und 2002 zum Doctor Academiae Scientiarum Hungaricae (MTA doktora) ernannt. 2004 habilitierte sich Lőrincz an der ELTE. Der Wissenschaftler hat seit 1974 an nationalen und internationalen Fachkongressen teilgenommen und war seit 1984 als Hochschullehrer für römische Geschichte tätig. Neben diesen Verpflichtungen begleitet er Doktoranden als Ausbilder und Berater.
Lőrincz erhielt verschiedene nationale Auszeichnungen, den Révay-Preis (1982) und den Marót-Károly-Preis (2003), beide durch die Ungarische Gesellschaft für Altertumskunde (Magyar Ókortudományi Társaság) sowie 1995 die Bálint-Kuzsinszky-Medaille der Ungarischen Gesellschaft für Archäologie und Kunstgeschichte (Magyar Régészeti és Művészettörténeti Társaság). Darüber hinaus war er in verschiedenen Gesellschaften und Vereinigungen Mitglied. Dazu gehören die Ungarischen Gesellschaft für Archäologie und Kunstgeschichte, die Ungarische Gesellschaft für Altertumskunde (seit 2000) und die Internationale Gesellschaft für Griechische und Lateinische Epigraphik. Lőrincz saß seit 2002 im Ausschuss für Alte Geschichte der Ungarischen Akademie der Wissenschaften und gehörte seit 2004 dem internationalen Redaktionsstab der Études Militaires Anciennes in Paris an.
Mit 61 Jahren brach Lőrincz an einem heißen Tag in der Haupthalle seiner Universität zusammen und verstarb.

## Schriften
- A barbaricumi római épületek bélyeges téglái (Ziegelstempel römischer Gebäude im Barbaricum). In: Archaeologiai Értesitö 100, 1973. S. 59–64.
- C. Iulius Commodus Orfitianus cursus honorumához. Acta Iuvenum – Történelem 1973. S. 9–31 = C. Iulius Commodus Orfitianus. AUB Sectio Classica 2, 1974 (1976). S. 59–73.
- Gestempelte Ziegel. In: Römische Forschungen in Zalalövő (1973). In: Acta Archaeologica Academiae Scientiarum Hungaricae  27, 1975. S. 170–171.
- Zur Erbauung des Legionslagers von Brigetio.  In: Acta Archaeologica Academiae Scientiarum Hungaricae  27, 1975. S. 343–352.
- Gestempelte Ziegel. In: Römische Forschungen in Zalalövő (1974). In: Acta Archaeologica Academiae Scientiarum Hungaricae 28, 1976. S. 170–171.
- Die Duces der Provinz Valeria unter Valentinian I. (364–375). In: Alba Regia 15, 1976. S. 99–105.
- Die Ziegelstempel von Gorsium-Herculia. In: Alba Regia 15, 1976. S. 175–191.
- mit Zsolt Visy: Neuere Inschriften aus Intercisa. In: Alba Regia 15, 1976. S. 199–216.
- Zur Datierung der Ziegelstempel von Vindobona. In: Alba Regia 15, 1976. S. 261–262.
- Bemerkungen zu zwei Inschriften aus Aquincum. In: Alba Regia 15, 1976. S. 263–264.
- Gestempelte Ziegel. In: Römische Forschungen in Zalalövő (1975). In: Acta Archaeologica Academiae Scientiarum Hungaricae 29 (1977), S. 270.
- Zur Ergänzung und Datierung dazischer Militärdiplome. In: Acta Archaeologica Academiae Scientiarum Hungaricae 29 (1977), S. 281–285.
- Die Ziegelstempel der legio X Gemina in Pannonien und im benachbarten Barbaricum. In: Vindobona – Die Römer im Wiener Raum. Wien 1977. S. 144–146.
- mit Ortolf Harl: Ziegel. In: Vindobona – Die Römer im Wiener Raum. Wien 1977. S. 276–280.
- Zur Konsulliste des Jahres 154. In: Arheološki vestnik 28 (1977), S. 369–372.
- Die ala I Britannica in Pannonien. In: Acta Archaeologica Academiae Scientiarum Hungaricae 29 (1977), S. 363–367.
- mit András Mócsy: Das Heer. In: András Mócsy: Pannonia–Forschung 1973–1976. In: Acta Archaeologica Academiae Scientiarum Hungaricae 29 (1977), S. 379–384.
- Zur Ergänzung einer Inschrift aus Ad Statuas (Pannonia Superior). In: Alba Regia 16 (1978), S. 361–362.
- mit Nicolae Gudea: Eine weitere Angabe zu den Beziehungen zwischen Pannonien und Dazien. In: Alba Regia 16 (1978), S. 363–364.
- Ala–bélyeges téglák Pannoniában (Die Ziegelstempel der Alen in Pannonien).  In: Archaeologiai Értesitö 105 (1978), S. 3–10.
- Die Besatzungstruppen des Legionslagers von Aquincum am Ende des I. – am Anfang des II. Jahrhunderts. In: Acta Archaeologica Academiae Scientiarum Hungaricae 30 (1978), S. 299–312.
- Beiträge zur Geschichte der Ala I Flavia Britannica milliaria c. R. In: Alba Regia 17 (1979), S. 357–359.
- mit Zsolt Visy: Die Baugeschichte des Auxiliarkastells von Intercisa. In: W. S. Hanson – L. J. F. Keppie (Hrsg.): Roman Frontier Studies 1979. Papers presented to the 12th International Congress of Roman Frontier Studies. BAR–IS 71, Oxford 1980. S. 681–701.
- Die Ziegelstempel des spätrömischen Südostfriedhofes von Intercisa. In: Acta Archaeologica Academiae Scientiarum Hungaricae 31 (1979), S. 293–312.
- Die epigraphische Forschung in Ungarn seit 1902. In: Arheološki vestnik 31 (1980), S. 257–267.
- Gestempelte Ziegel aus Tokod. In: A. Mócsy (Hrsg.): Die spätrömische Festung und das Gräberfeld von Tokod. Akadémiai Kiadó, Budapest 1981. S. 121–143.
- Neue Inschriften aus Cirpi (Dunabogdány). In: Acta Archaeologica Academiae Scientiarum Hungaricae 35 (1983), S. 63–71.
- Zur Datierung des Beinamens Antoniniana bei Truppenkörpern. In: Zeitschrift für Papyrologie und Epigraphik 48 (1982), S. 142–148.
- Ziegelstempel. In: Zs. Bánki: Heiligtum des Iuppiter Dolichenus in Vetus Salina. In: Alba Regia 19 (1981), S. 100.
- Zur Konsulliste des Jahres 156. In: Zeitschrift für Papyrologie und Epigraphik 52 (1983), S. 211–212.
- Neue Inschriften aus Intercisa. In: E. Weber – G. Dobesch (Hrsg.): Römische Geschichte, Altertumskunde und Epigraphik. Festschrift für Artur Betz zur Vollendung seines 80. Lebensjahres. Wien 1985. S. 393–401.
- Spätrömische Reichsbeamte und die pannonischen Ziegelstempel. In: Zeitschrift für Papyrologie und Epigraphik 61 (1985), S. 229–234.
- mit Zsolt Visy: Bemerkungen zu einer neuen Civitasurkunde aus dem Jahre 97. In: Zeitschrift für Papyrologie und Epigraphik 63 (1986), S. 241–249.
- Zu den Kaiserbeinamen der römischen Truppen im 3. Jahrhundert. In: Acta Archaeologica Academiae Scientiarum Hungaricae 37 (1985), S. 177–189.
- mit Klára Szabó und Zsolt Visy: Neue Forschungen im Auxiliarkastell von Intercisa. In: Studien zu den Militärgrenzen Roms III. Vorträge des 13. Internationalen Limeskongresses, Aalen 1983. Stuttgart 1986. S. 362–368.
- Die Nennung und Funktion der Statthalter in den Auxiliarkonstitutionen. In: Werner Eck, Hartmut Wolff (Hrsg.): Heer und Integrationspolitik. Die römischen Militärdiplome als historische Quelle. Passauer Historische Forschungen 2. Köln-Wien 1986. S. 375–384.
- mit Zsolt Visy: Die Hilfstruppen der Provinz Pannonia Superior unter Trajan. In: Acta Archaeologica Academiae Scientiarum Hungaricae 39 (1987), S. 337–345.
- Zu den Verbindungen zwischen Pannonien und Barbaricum: die Verbreitung und Datierung der Ziegelstempel. In: Klio 71 (1989), S. 96–106.
- A későrómai hídfőállások bélyeges téglái Valeriában – Die Ziegelstempel der spätrömischen Brückenkopffestungen in der Provinz Valeria. In: A. Gaál (Hrsg.): Pannonische Forschungen. Vorträge der Gedenkkonferenz für Sándor Soproni (Bölcske, 7. Oktober 1998, Szekszárd 1999), S. 53–68.
- Hispanische Hilfstruppen und Soldaten im pannonischen Heer. In: Acta Classica Universitatis Scientiarum Debreceniensis 33 (1997 [1999]), S. 229–240.
- Die Truppe und der Truppenkommandeur des Diplomempfängers CIL XVI 113. In: Acta Classica Universitatis Scientiarum Debreceniensis 33 (1997 [1999]), S. 241–247.
- Die lateinische Epigraphik in Pannonien. Die Zeit von Septimius Severus bis Constantinus I. In: Silvio Panciera (Hrsg.): XI Congresso Internazionale di Epigrafia Greca e Latina. Atti. Bd. 2, Rom 1999, S. 435–449.
- Die Erzeugnisse der Privatziegeleien in Pannonien. In: Klára Kuzmová, Karol Pieta, Ján Rajtár (Hrsg.): Zwischen Rom und Barbaricum. Festschrift für Titus Kolník zum 70. Geburtstag. Nitra 2002 (2003). S. 153–165.
- Die Ziegelstempel der Schiffslände von Bölcske. In: Ádám Szabó, Endre Tóth (Hrsg.): Bölcske. Römische Inschriften und Funde. Libelli Archaeologici – Régészeti Füzetek Ser. Nov. II. Budapest 2003. S. 77–102.
- Die Offiziere und Soldaten der Hilfstruppen. In: Ádám Szabó, E. Tóth (Hrsg.): Bölcske. Römische Inschriften und Funde. Libelli Archaeologici – Régészeti Füzetek Ser. Nov. II. Budapest 2003. S. 465–476.
- Römische Inschriften aus Nordostpannonien. In: Endre Tóth, Ádám Szabó (Hrsg.): Pannonica provincialia et archaeologia. Studia sollemnia auctorum Hungarorum Eugenio Fitz octogenario dedicata. Libelli Archaeologici – Régészeti Füzetek Ser. Nov. I. Budapest 2003. S. 249–262.
- mit Géza Alföldy: Die cohors I Batavorum miliaria civium Romanorum pia fidelis im pannonischen Solva (Esztergom). In: Zeitschrift für Papyrologie und Epigraphik 145 (2003), S. 259–262.
- Bélyeges téglák – Ziegelstempel. In: Márta H. Kelemen – Mónika Merczi – Barnabás Lőrincz: Esztergom-Solva későrómai temetői – Spätrömische Gräberfelder von Esztergom-Solva. In: Ádám Szabó, Endre Tóth (Hrsg.): Libeli Archaeologici – Régészeti Füzetek Ser. Nov. III. Budapest 2008. S. 479–533.
- Római kori sírlelet Tatáról – Ein römerzeitlicher Grabfund aus Tata. In: Komárom-Esztergom megyei Múzeumok Közleményei 13–14 (2008), S. 49–62.
- Die Bauinschrift eines Hercules-Heiligtums aus Aquincum. In: Ádám Szabó (Hrsg.): Cultus deorum. Studia religionum ad historiam Vol. II: De rebus aetatis Graecorum et Romanorum. In memoriam István Tóth. Pécs 2008. S. 147–150.
- Ein neuer Statthalter der Provinz Pannonia superior aus Carnuntum, In: Römisches Österreich 31 (2008), S. 141–143.
- Zur Militärgeschichte der Donauprovinzen des Römischen Reiches. Ausgewählte Studien 1975–2009 (= Hungarian Polis Studies. Band 19). 2 Teilbände, Budapest/Debrecen 2010–2011, ISBN 978-963-473-433-8 und ISBN 978-963-473-434-5.